# Oscar Lindén
Oscar Lindén, född 1 maj 1888 i Gudmundrå i Västernorrlands län, död 1968, var en svensk direktör, militär (kapten) och flygpionjär
Efter studentexamen 1905 sökte Lindén in vid kustartilleriet, där han utnämndes till underlöjtnant 1909. Under 1912 genomgick han flygutbildning vid Aviatikskolan på Malmen och tilldelas svenskt aviatördiplom nr 15 1913. Han utnämndes till kapten 1919, och överfördes till Flygvapnet 1926. Han lämnade sin aktiva tjänst som militär 1928 för Bofors, där han utnämndes till artilleridirektör 1940.